# Roger Clark (acteur)
Roger Clark (New Jersey, 14 juli 1978) is een Iers-Amerikaanse acteur. Clark is vooral bekend door zijn rol als Arthur Morgan, het hoofdpersonage uit de videogame Red Dead Redemption 2 uit 2018, waar hij talloze nominaties en prijzen voor ontving.

## Biografie
Clark werd geboren in New Jersey, en groeide op in Ierland. Hij studeerde op de University of Glamorgan in Wales. Clark heeft een vrouw, Molly, en 2 kinderen.

## Filmografie

### Films
- A Midsummer Night's Dream (2014) - Duke Theseus
- Bunker (2022) - Cpl. Miller

### Series
- I Shouldn't Be Alive (2005) - Brad
- Perfect Disaster (2006) - Chuck Brewer
- The Wild West (2007) - Captain Weir
- Thor & Loki: Blood Brothers (2011) - Meerdere rollen
- Zero Hour (2013) - Patron
- Law & Order: Special Victims Unit[4] (2020-21) - Verslaggever

### Videogames
- Shellshock 2: Blood Trails (2009) - Sgt. Jack Griffin Zombies
- Red Dead Redemption 2 (2018) - Arthur Morgan
- Back 4 Blood (2021)
- Tactics Ogre: Reborn (2022)